# Aeropuerto Internacional de Malta
El Aeropuerto Internacional de Malta (en maltés: Ajruport Internazzjonali ta' Malta.) (IATA: MLA, OACI: LMML) es el único aeropuerto de Malta, y se encuentra entre los municipios de Luqa y Gudja. A veces es llamado Aeropuerto de Luqa y en el ámbito internacional, también es conocido como Aeropuerto de La Valeta, ya que se encuentra a escasos 8 kilómetros de La Valeta, la capital maltesa.

## Estadísticas
Ver fuente y consulta Wikidata.

## Aerolíneas y destinos

### Destinos internacionales
| Ciudades por países | Nombre del aeropuerto                             | Aerolíneas                                                                     |
| África              | África                                            | África                                                                         |
| ------------------- | ------------------------------------------------- | ------------------------------------------------------------------------------ |
| Libia               |                                                   |                                                                                |
| Trípoli             | Aeropuerto Internacional Mitiga                   | MedSky Airways                                                                 |
| Túnez               |                                                   |                                                                                |
| Túnez               | Aeropuerto Internacional de Túnez-Cartago         | Tunisair Express                                                               |
| Asia                |                                                   |                                                                                |
| Catar               |                                                   |                                                                                |
| Doha                | Aeropuerto Internacional Hamad                    | Qatar Airways                                                                  |
| Chipre              |                                                   |                                                                                |
| Lárnaca             | Aeropuerto Internacional de Lárnaca               | Emirates                                                                       |
| Pafos               | Aeropuerto Internacional de Pafos                 | Ryanair (estacional)                                                           |
| EAU                 |                                                   |                                                                                |
| Dubái               | Aeropuerto Internacional de Dubái                 | Emirates (Vía LCA)                                                             |
| Israel              |                                                   |                                                                                |
| Tel Aviv            | Aeropuerto Internacional Ben Gurion               | FlyLili (chárter estacional) / FLYYO (chárter estacional) / Ryanair            |
| Europa              |                                                   |                                                                                |
| Albania             |                                                   |                                                                                |
| Tirana              | Aeropuerto Internacional Madre Teresa             | Wizz Air (inicia el 2 de octubre de 2025)                                      |
| Alemania            |                                                   |                                                                                |
| Berlín              | Aeropuerto de Berlín-Brandeburgo Willy Brandt     | KM Malta Airlines                                                              |
| Colonia             | Aeropuerto de Colonia/Bonn                        | Ryanair                                                                        |
| Düsseldorf          | Aeropuerto de Düsseldorf                          | Eurowings / KM Malta Airlines                                                  |
| Fráncfort del Meno  | Aeropuerto de Fráncfort del Meno                  | Lufthansa                                                                      |
| Hamburgo            | Aeropuerto de Hamburgo                            | Eurowings (estacional)                                                         |
| Memmingen           | Aeropuerto de Memmingen                           | Ryanair                                                                        |
| Múnich              | Aeropuerto de Múnich-Franz Josef Strauss          | KM Malta Airlines / Lufthansa                                                  |
| Stuttgart           | Aeropuerto de Stuttgart                           | Eurowings (estacional)                                                         |
| Austria             |                                                   |                                                                                |
| Viena               | Aeropuerto de Viena-Schwechat                     | KM Malta Airlines / Ryanair                                                    |
| Bélgica             |                                                   |                                                                                |
| Bruselas            | Aeropuerto de Bruselas-National                   | KM Malta Airlines                                                              |
| Charleroi           | Aeropuerto de Bruselas-Charleroi                  | Ryanair                                                                        |
| Bulgaria            |                                                   |                                                                                |
| Sofía               | Aeropuerto de Sofía                               | Ryanair                                                                        |
| Croacia             |                                                   |                                                                                |
| Zagreb              | Aeropuerto de Zagreb                              | Ryanair                                                                        |
| Dinamarca           |                                                   |                                                                                |
| Copenhague          | Aeropuerto de Copenhague-Kastrup                  | Norwegian (estacional) / SAS                                                   |
| Eslovaquia          |                                                   |                                                                                |
| Bratislava          | Aeropuerto de Bratislava                          | Ryanair                                                                        |
| España              |                                                   |                                                                                |
| Barcelona           | Aeropuerto Josep Tarradellas Barcelona-El Prat    | Ryanair / Vueling                                                              |
| Madrid              | Aeropuerto Adolfo Suárez Madrid-Barajas           | KM Malta Airlines / Ryanair                                                    |
| Palma de Mallorca   | Aeropuerto de Palma de Mallorca                   | Ryanair (inicia el 26 de octubre de 2025)                                      |
| Sevilla             | Aeropuerto de Sevilla                             | Ryanair                                                                        |
| Valencia            | Aeropuerto de Valencia                            | Ryanair (estacional)                                                           |
| Estonia             |                                                   |                                                                                |
| Tallín              | Aeropuerto de Tallín                              | AirBaltic (estacional)                                                         |
| Finlandia           |                                                   |                                                                                |
| Helsinki            | Aeropuerto de Helsinki-Vantaa                     | Norwegian (estacional)                                                         |
| Francia             |                                                   |                                                                                |
| Beauvais            | Aeropuerto de París-Beauvais                      | Ryanair                                                                        |
| Burdeos             | Aeropuerto de Burdeos                             | Volotea (estacional)                                                           |
| Lourdes             | Aeropuerto de Lourdes                             | Ryanair                                                                        |
| Lyon                | Aeropuerto de Lyon                                | KM Malta Airlines                                                              |
| Marsella            | Aeropuerto de Marsella-Provenza                   | Ryanair                                                                        |
| Nantes              | Aeropuerto de Nantes Atlantique                   | Ryanair                                                                        |
| Niza                | Aeropuerto Internacional de Niza-Costa Azul       | EasyJet (estacional)                                                           |
| París               | Aeropuerto de París-Charles de Gaulle             | Air France (estacional) / KM Malta Airlines                                    |
| París               | Aeropuerto de París-Orly                          | KM Malta Airlines / Transavia                                                  |
| Toulouse            | Aeropuerto de Toulouse-Blagnac                    | Ryanair                                                                        |
| Grecia              |                                                   |                                                                                |
| Atenas              | Aeropuerto Internacional Eleftherios Venizelos    | Aegean Airlines / Ryanair                                                      |
| La Canea            | Aeropuerto de La Canea                            | Ryanair (estacional)                                                           |
| Tesalónica          | Aeropuerto de Tesalónica                          | Ryanair                                                                        |
| Hungría             |                                                   |                                                                                |
| Budapest            | Aeropuerto de Budapest-Ferenc Liszt               | Ryanair / Wizz Air                                                             |
| Irlanda             |                                                   |                                                                                |
| Dublín              | Aeropuerto de Dublín                              | Aer Lingus / Ryanair                                                           |
| Shannon             | Aeropuerto de Shannon                             | Ryanair                                                                        |
| Italia              |                                                   |                                                                                |
| Bari                | Aeropuerto de Bari-Palese                         | Ryanair                                                                        |
| Bérgamo             | Aeropuerto de Bérgamo-Orio al Serio               | Ryanair                                                                        |
| Bolonia             | Aeropuerto de Bolonia                             | Ryanair                                                                        |
| Cagliari            | Aeropuerto de Cagliari-Elmas                      | Ryanair                                                                        |
| Catania             | Aeropuerto de Catania-Fontanarossa                | KM Malta Airlines / Ryanair                                                    |
| Lamezia Terme       | Aeropuerto Internacional de Lamezia Terme         | Ryanair (estacional)                                                           |
| Milán               | Aeropuerto de Milán-Linate                        | KM Malta Airlines                                                              |
| Milán               | Aeropuerto de Milán-Malpensa                      | EasyJet (estacional) / Ryanair                                                 |
| Nápoles             | Aeropuerto de Nápoles                             | EasyJet (estacional) / Ryanair                                                 |
| Parma               | Aeropuerto de Parma                               | Ryanair                                                                        |
| Perugia             | Aeropuerto de Perugia                             | Ryanair (estacional)                                                           |
| Pescara             | Aeropuerto de Pescara                             | Ryanair (estacional)                                                           |
| Pisa                | Aeropuerto de Pisa                                | Ryanair                                                                        |
| Roma                | Aeropuerto de Roma-Fiumicino                      | Ryanair / ITA Airways / KM Malta Airlines                                      |
| Trapani             | Aeropuerto de Trapani                             | Ryanair                                                                        |
| Treviso             | Aeropuerto de Sant'Angelo Treviso                 | Ryanair                                                                        |
| Trieste             | Aeropuerto de Trieste                             | Ryanair                                                                        |
| Turín               | Aeropuerto de Turín-Caselle                       | Ryanair                                                                        |
| Letonia             |                                                   |                                                                                |
| Riga                | Aeropuerto de Riga                                | AirBaltic (estacional) / Ryanair                                               |
| Lituania            |                                                   |                                                                                |
| Vilna               | Aeropuerto Internacional de Vilna                 | Ryanair                                                                        |
| Luxemburgo          |                                                   |                                                                                |
| Luxemburgo          | Aeropuerto de Luxemburgo                          | Luxair / Ryanair                                                               |
| Macedonia del Norte |                                                   |                                                                                |
| Skopie              | Aeropuerto de Skopie                              | Wizz Air                                                                       |
| Noruega             |                                                   |                                                                                |
| Oslo                | Aeropuerto de Oslo-Gardermoen                     | Norwegian (estacional)                                                         |
| Países Bajos        |                                                   |                                                                                |
| Ámsterdam           | Aeropuerto de Ámsterdam-Schiphol                  | EasyJet (estacional) / KM Malta Airlines                                       |
| Eindhoven           | Aeropuerto de Eindhoven                           | Ryanair (estacional)                                                           |
| Polonia             |                                                   |                                                                                |
| Breslavia           | Aeropuerto de Breslavia-Copérnico                 | Ryanair                                                                        |
| Cracovia            | Aeropuerto de Cracovia-Juan Pablo II              | Ryanair                                                                        |
| Gdańsk              | Aeropuerto de Gdańsk-Lech Wałęsa                  | Ryanair                                                                        |
| Katowice            | Aeropuerto Internacional de Katowice              | Ryanair / Wizz Air                                                             |
| Poznań              | Aeropuerto de Poznań-Ławica                       | Ryanair                                                                        |
| Rzeszów             | Aeropuerto de Rzeszów                             | Ryanair (estacional)                                                           |
| Varsovia            | Aeropuerto de Varsovia-Chopin                     | LOT Polish Airlines / Wizz Air                                                 |
| Varsovia            | Aeropuerto de Varsovia-Modlin                     | Ryanair / Wizz Air (inicia el 15 de diciembre de 2025)                         |
| Portugal            |                                                   |                                                                                |
| Lisboa              | Aeropuerto de Lisboa                              | Ryanair                                                                        |
| Oporto              | Aeropuerto de Oporto                              | Ryanair                                                                        |
| Reino Unido         |                                                   |                                                                                |
| Belfast             | Aeropuerto Internacional de Belfast               | Jet2.com (estacional) / Ryanair (estacional)                                   |
| Birmingham          | Aeropuerto de Birmingham                          | EasyJet / Jet2.com / Ryanair                                                   |
| Bournemouth         | Aeropuerto de Bournemouth                         | Ryanair                                                                        |
| Bristol             | Aeropuerto Internacional de Bristol               | EasyJet / Jet2.com                                                             |
| East Midlands       | Aeropuerto de East Midlands                       | Ryanair                                                                        |
| Edimburgo           | Aeropuerto de Edimburgo                           | Jet2.com (estacional) / Ryanair                                                |
| Glasgow             | Aeropuerto Internacional de Glasgow               | Jet2.com (estacional) / Ryanair                                                |
| Leeds               | Aeropuerto de Leeds-Bradford                      | Jet2.com                                                                       |
| Liverpool           | Aeropuerto de Liverpool-John Lennon               | EasyJet / Jet2.com (estacional) / Ryanair                                      |
| Londres             | Aeropuerto de Londres-Gatwick                     | British Airways / EasyJet / KM Malta Airlines                                  |
| Londres             | Aeropuerto de Londres-Heathrow                    | KM Malta Airlines                                                              |
| Londres             | Aeropuerto de Londres-Luton                       | Ryanair                                                                        |
| Londres             | Aeropuerto de Londres-Southend                    | EasyJet                                                                        |
| Londres             | Aeropuerto de Londres-Stansted                    | Jet2.com / Ryanair                                                             |
| Mánchester          | Aeropuerto de Mánchester                          | EasyJet / Jet2.com / Ryanair                                                   |
| Newcastle upon Tyne | Aeropuerto de Newcastle upon Tyne                 | EasyJet (estacional) (reinicia el 30 de marzo de 2026) / Jet2.com (estacional) |
| Norwich             | Aeropuerto de Norwich                             | Ryanair                                                                        |
| Nottingham          | Aeropuerto de East Midlands                       | Jet2.com (estacional) / Ryanair (estacional)                                   |
| República Checa     |                                                   |                                                                                |
| Praga               | Aeropuerto de Praga                               | KM Malta Airlines                                                              |
| Rumania             |                                                   |                                                                                |
| Bucarest            | Aeropuerto Internacional de Bucarest-Henri Coandă | Ryanair / Wizz Air                                                             |
| Serbia              |                                                   |                                                                                |
| Belgrado            | Aeropuerto de Belgrado-Nikola Tesla               | Air Serbia / Wizz Air                                                          |
| Nis                 | Aeropuerto de Nis                                 | Ryanair                                                                        |
| Suecia              |                                                   |                                                                                |
| Estocolmo           | Aeropuerto de Estocolmo-Arlanda                   | Ryanair                                                                        |
| Gotemburgo          | Aeropuerto de Gotemburgo-Landvetter               | Ryanair (inicia el 28 de octubre de 2025)                                      |
| Suiza               |                                                   |                                                                                |
| Basilea             | Aeropuerto de Basilea-Mulhouse-Friburgo           | EasyJet                                                                        |
| Ginebra             | Aeropuerto Internacional de Ginebra               | EasyJet                                                                        |
| Zúrich              | Aeropuerto Internacional de Zúrich                | KM Malta Airlines / Swiss                                                      |
| Turquía             |                                                   |                                                                                |
| Estambul            | Aeropuerto de Estambul                            | KM Malta Airlines / Turkish Airlines                                           |